# Egitto ai Giochi della XXXII Olimpiade
L'Egitto ha partecipato ai Giochi della XXXII Olimpiade, che si sono svolti a Tokyo, Giappone, dal 23 luglio all'8 agosto 2021 (inizialmente previsti dal 24 luglio al 9 agosto 2020 ma posticipati per la pandemia di COVID-19) con 133 atleti in 24 discipline.

## Medaglie

### Medaglie d'oro
| Medaglia | Nome             | Sport  | Evento           |
| -------- | ---------------- | ------ | ---------------- |
| Oro      | Feryal Abdelaziz | Karate | +61 kg femminile |

### Medaglie d'argento
| Medaglia | Nome           | Sport              | Evento        |
| -------- | -------------- | ------------------ | ------------- |
| Argento  | Ahmed El-Gendy | Pentathlon moderno | Gara maschile |

### Medaglie di bronzo
| Medaglia | Nome                     | Sport              | Evento          |
| -------- | ------------------------ | ------------------ | --------------- |
| Bronzo   | Hedaya Malak             | Taekwondo          | 67 kg femminile |
| Bronzo   | Seif Eissa               | Taekwondo          | 80 kg maschile  |
| Bronzo   | Mohamed Ibrahim El-Sayed | Lotta greco-romana | 67 kg           |
| Bronzo   | Giana Farouk             | Karate             | 61 kg femminile |

## Delegazione
| Sport              | Uomini | Donne | Totale |
| ------------------ | ------ | ----- | ------ |
| Atletica leggera   | 4      | -     | 4      |
| Badminton          | 1      | 2     | 3      |
| Calcio             | 18     | -     | 18     |
| Canoa/Kayak        | 1      | 1     | 2      |
| Canottaggio        | 1      | -     | 1      |
| Ciclismo           | -      | 1     | 1      |
| Equitazione        | 3      | -     | 3      |
| Ginnastica         | 2      | 9     | 11     |
| Judo               | 3      | -     | 3      |
| Karate             | 2      | 3     | 5      |
| Lotta              | 6      | 2     | 8      |
| Nuoto              | 3      | 1     | 4      |
| Nuoto artistico    | -      | 8     | 8      |
| Pallamano          | 14     | -     | 14     |
| Pentathlon moderno | 2      | 2     | 4      |
| Pugilato           | 2      | 0     | 2      |
| Scherma            | 7      | 4     | 11     |
| Taekwondo          | 2      | 2     | 4      |
| Tennis             | 1      | 1     | 2      |
| Tennistavolo       | 3      | 3     | 6      |
| Tiro               | 7      | 4     | 11     |
| Tiro con l'arco    | 1      | 1     | 2      |
| Triathlon          | -      | 1     | 1      |
| Tuffi              | 1      | 1     | 2      |
| Vela               | 1      | 1     | 2      |
| Totale             | 85     | 47    | 132    |

## Risultati

### Atletica leggera
| Q | Qualificato al turno successivo per la posizione in qualificazione                                                           |
| q | Qualificato per il turno successivo per ripescaggio o, negli eventi su campo, conquistando la misura minima per qualificarsi |

Maschile
Eventi su campo
| Atleta                     | Evento                 | Qualificazione | Qualificazione | Finale          | Finale          |
| Atleta                     | Evento                 | Risultato      | Posizione      | Risultato       | Posizione       |
| -------------------------- | ---------------------- | -------------- | -------------- | --------------- | --------------- |
| Mostafa Amr Hassan         | Getto del peso         | 21,23          | 6º Q           | 20,73           | 8º              |
| Mohamed Magdi Hamza Khalif | Getto del peso         | 19,82          | 25º            | Non qualificato | Non qualificato |
| Mostafa El Gamel           | Lancio del martello    | 72,76          | 23º            | Non qualificato | Non qualificato |
| Ihab Abdelrahman           | Lancio del giavellotto | 81,92          | 13º            | Non qualificato | Non qualificato |

### Badminton
| Atleta                        | Evento            | Girone                              | Girone                            | Girone                          | Girone | Ottavi               | Quarti               | Semifinale           | Finale               | Finale          |
| Atleta                        | Evento            | Avversario Punteggio                | Avversario Punteggio              | Avversario Punteggio            | Pos.   | Avversario Punteggio | Avversario Punteggio | Avversario Punteggio | Avversario Punteggio | Pos.            |
| ----------------------------- | ----------------- | ----------------------------------- | --------------------------------- | ------------------------------- | ------ | -------------------- | -------------------- | -------------------- | -------------------- | --------------- |
| Doha Hany                     | Singolo femminile | Yufei P (5-21, 3-21)                | Yiğit P (5-21, 5-21)              | N.D.                            | 3ª     | Non qualificato      | Non qualificato      | Non qualificato      | Non qualificato      | Non qualificato |
| Doha Hany Hadia Hosny         | Doppio femminile  | Matsumoto / Nagahara P (7-21, 3-21) | Piek / Seinen P (6-21, 10-21)     | Honderich / Tsai P (5-21, 6-21) | 4ª     | N.D.                 | Non qualificata      | Non qualificata      | Non qualificata      | Non qualificata |
| Doha Hany Adham Hatem Elgamal | Doppio misto      | Yaqiong / Siwei P (5-21, 10-21)     | Yoo-jung / Sol-gyu P (7-21, 3-21) | Piek / Tabeling P (6-21, 10-21) | 4ª     | N.D.                 | Non qualificata      | Non qualificata      | Non qualificata      | Non qualificata |

### Calcio
| Squadra            | Torneo   | Girone               | Girone               | Girone               | Girone | Quarti               | Semifinali           | Finale               | Pos.            |
| Squadra            | Torneo   | Avversario Risultato | Avversario Risultato | Avversario Risultato | Pos.   | Avversario Risultato | Avversario Risultato | Avversario Risultato | Pos.            |
| ------------------ | -------- | -------------------- | -------------------- | -------------------- | ------ | -------------------- | -------------------- | -------------------- | --------------- |
| Nazionale maschile | Maschile | Spagna N 0-0         | Argentina P 0-1      | Australia V 0-2      | 2ª Q   | Brasile P 1-0        | Non qualificato      | Non qualificato      | Non qualificato |

### Canoa/kayak

#### Velocità
| Atleta       | Evento                 | Batteria | Batteria  | Quarti   | Quarti    | Semifinale      | Semifinale      | Finale          | Finale          |
| Atleta       | Evento                 | Tempo    | Posizione | Tempo    | Posizione | Tempo           | Posizione       | Tempo           | Posizione       |
| ------------ | ---------------------- | -------- | --------- | -------- | --------- | --------------- | --------------- | --------------- | --------------- |
| Momen Mahran | K1 200 metri maschile  | 8"850    | 5 QF      | 37"836   | 4º        | Non qualificato | Non qualificato | Non qualificato | Non qualificato |
| Samaa Ahmed  | K1 500 metri femminile | 2'13"007 | 7 QF      | 2'06"033 | 5ª        | Non qualificata | Non qualificata | Non qualificata | Non qualificata |

### Ciclismo

#### Ciclismo su pista
| Atleta           | Evento           | Scratch   | Scratch | Corsa a tempo | Corsa a tempo | Corsa a eliminazione | Corsa a eliminazione | Corsa a punti | Corsa a punti | Totale | Totale    |
| Atleta           | Evento           | Posizione | Punti   | Posizione     | Punti         | Posizione            | Punti                | Posizione     | Punti         | Punti  | Posizione |
| ---------------- | ---------------- | --------- | ------- | ------------- | ------------- | -------------------- | -------------------- | ------------- | ------------- | ------ | --------- |
| Ebtissam Mohamed | Omnium femminile | 13ª       | 16      | 18ª           | 6             | 17ª                  | 8                    | DNS           | DNS           | DNS    | DNS       |

### Equitazione

#### Salto ostacoli
| Atleta                               | Cavallo                | Evento      | Qualificazione | Qualificazione | Finale          | Finale          | Jump-off        | Jump-off        |
| Atleta                               | Cavallo                | Evento      | Penalità       | Pos.           | Penalità        | Pos.            | Penalità        | Pos.            |
| ------------------------------------ | ---------------------- | ----------- | -------------- | -------------- | --------------- | --------------- | --------------- | --------------- |
| Nayel Nassar                         | Igor van de Wittemoere | Individuale | 0,00           | 1º Q           | 13,00           | 24º Q           | 13,00           | 24º             |
| Abdel Saïd                           | Bandit Savoie          | Individuale | 15,00          | 62º            | Non qualificato | Non qualificato | Non qualificato | Non qualificato |
| Mouda Zeyada                         | Galanthos SHK          | Individuale | 1,00           | 26º Q          | 8,00            | 19º Q           | 9,00            | 19º             |
| Nayel Nassar Abdel Saïd Mouda Zeyada | Vedi sopra             | Squadre     | 29             | 11ª            | Non qualificata | Non qualificata | Non qualificata | Non qualificata |

### Ginnastica

#### Ginnastica artistica
Maschile
| Atleta       | Evento               | Qualificazione | Qualificazione | Qualificazione | Qualificazione | Qualificazione | Qualificazione | Qualificazione | Qualificazione | Finale          | Finale          | Finale          | Finale          | Finale          | Finale          | Finale          | Finale          |
| Atleta       | Evento               | Attrezzo       | Attrezzo       | Attrezzo       | Attrezzo       | Attrezzo       | Attrezzo       | Totale         | Pos.           | Attrezzo        | Attrezzo        | Attrezzo        | Attrezzo        | Attrezzo        | Attrezzo        | Totale          | Pos.            |
| Atleta       | Evento               | CL             | C              | A              | V              | P              | S              | Totale         | Pos.           | CL              | C               | A               | V               | P               | S               | Totale          | Pos.            |
| ------------ | -------------------- | -------------- | -------------- | -------------- | -------------- | -------------- | -------------- | -------------- | -------------- | --------------- | --------------- | --------------- | --------------- | --------------- | --------------- | --------------- | --------------- |
| Omar Mohamed | Concorso individuale | 13.233         | 13.000         | 12.500         | 13.800         | 13.300         | 13.033         | 78.866         | 51º            | Non qualificato | Non qualificato | Non qualificato | Non qualificato | Non qualificato | Non qualificato | Non qualificato | Non qualificato |

Femminile
| Atleta        | Evento               | Qualificazione | Qualificazione | Qualificazione | Qualificazione | Qualificazione | Qualificazione | Finale          | Finale          | Finale          | Finale          | Finale          | Finale          |
| Atleta        | Evento               | Attrezzo       | Attrezzo       | Attrezzo       | Attrezzo       | Totale         | Pos.           | Attrezzo        | Attrezzo        | Attrezzo        | Attrezzo        | Totale          | Pos.            |
| Atleta        | Evento               | CL             | V              | T              | P              | Totale         | Pos.           | CL              | V               | T               | P               | Totale          | Pos.            |
| ------------- | -------------------- | -------------- | -------------- | -------------- | -------------- | -------------- | -------------- | --------------- | --------------- | --------------- | --------------- | --------------- | --------------- |
| Zeina Ibrahim | Concorso individuale | 11.700         | 13.200         | 11.866         | 12.500         | 49.266         | 64ª            | Non qualificata | Non qualificata | Non qualificata | Non qualificata | Non qualificata | Non qualificata |
| Mandy Mohamed | Concorso individuale | 12.833         | 13.233         | 11.200         | 11.033         | 48.866         | 67ª            | Non qualificata | Non qualificata | Non qualificata | Non qualificata | Non qualificata | Non qualificata |

#### Ginnastica ritmica
| Atleta                                                        | Evento               | Qualificazione | Qualificazione | Qualificazione        | Qualificazione        | Qualificazione | Qualificazione | Finale          | Finale          | Finale                | Finale                | Finale          | Finale          |
| Atleta                                                        | Evento               | Attrezzo       | Attrezzo       | Attrezzo              | Attrezzo              | Totale         | Pos.           | Attrezzo        | Attrezzo        | Attrezzo              | Attrezzo              | Totale          | Pos.            |
| Atleta                                                        | Evento               | Cerchio        | Palla          | Clavi                 | Nastro                | Totale         | Pos.           | Cerchio         | Palla           | Clavi                 | Nastro                | Totale          | Pos.            |
| ------------------------------------------------------------- | -------------------- | -------------- | -------------- | --------------------- | --------------------- | -------------- | -------------- | --------------- | --------------- | --------------------- | --------------------- | --------------- | --------------- |
| Habiba Marzouk                                                | Concorso individuale | 21.700         | 22.150         | 21.100                | 8.400                 | 73.350         | 25ª            | Non qualificata | Non qualificata | Non qualificata       | Non qualificata       | Non qualificata | Non qualificata |
| Login Elsasyed Polina Fouda Salma Saleh Malak Selim Tia Sobhy | Concorso a squadre   | 5 palle        | 5 palle        | 3 cerchi e 2 clavette | 3 cerchi e 2 clavette | 69.350         | 13ª            | 5 palle         | 5 palle         | 3 cerchi e 2 clavette | 3 cerchi e 2 clavette | Non qualificata | Non qualificata |
| Login Elsasyed Polina Fouda Salma Saleh Malak Selim Tia Sobhy | Concorso a squadre   | 36.300         | 36.300         | 33.050                | 33.050                | 69.350         | 13ª            | Non qualificata | Non qualificata | Non qualificata       | Non qualificata       | Non qualificata | Non qualificata |

### Judo
| Atleta               | Evento          | Preliminari          | 16-esimi             | Ottavi                 | Quarti               | Semifinali           | Ripescaggio          | Finale               | Pos.            |
| Atleta               | Evento          | Avversario Punteggio | Avversario Punteggio | Avversario Punteggio   | Avversario Punteggio | Avversario Punteggio | Avversario Punteggio | Avversario Punteggio | Pos.            |
| -------------------- | --------------- | -------------------- | -------------------- | ---------------------- | -------------------- | -------------------- | -------------------- | -------------------- | --------------- |
| Mohamed Abdelmawgoud | 66 kg maschile  | N.D.                 | Cargnin P 00-10      | Non qualificata        | Non qualificata      | Non qualificata      | Non qualificata      | Non qualificata      | Non qualificata |
| Mohamed Abdelaal     | 81 kg maschile  | Bye                  | Ungvári V 10-00      | Parlati L 00-01        | Non qualificato      | Non qualificato      | Non qualificato      | Non qualificato      | Non qualificato |
| Ramadan Darwish      | 100 kg maschile | N.D.                 | Shah V 01-00         | Lip'art'eliani P 00-01 | Non qualificata      | Non qualificata      | Non qualificata      | Non qualificata      | Non qualificata |

### Karate
Kumite
| Atleta            | Evento           | Girone               | Girone               | Girone               | Girone               | Girone | Semifinali           | Finale               | Pos.            |
| Atleta            | Evento           | Avversario Punteggio | Avversario Punteggio | Avversario Punteggio | Avversario Punteggio | Pos.   | Avversario Punteggio | Avversario Punteggio | Pos.            |
| ----------------- | ---------------- | -------------------- | -------------------- | -------------------- | -------------------- | ------ | -------------------- | -------------------- | --------------- |
| Ali El-Sawy       | 67 kg maschile   | Sago P 3-4           | Şamdan P 1-4         | Farzaliyev V 1-0     | Assadilov P 1-3      | 3º     | Non qualificato      | Non qualificato      | Non qualificato |
| Abdalla Abdelaziz | 75 kg maschile   | Hárspataki P 2-2+    | Nishimura P 7-8      | Scott P 1-3          | Horuna V 4-1         | 5º     | Non qualificato      | Non qualificato      | Non qualificato |
| Radwa Sayed       | 55 kg femminile  | Zhangbyrbay P 2-7    | Terljuha P 0-1       | Miyahara V 5-3       | Plank P 6-7          | 5ª     | Non qualificata      | Non qualificata      | Non qualificata |
| Giana Farouk      | 61 kg femminile  | Grande V 2-0         | Serogina V 2-1       | Sadini V 5-0         | Preković P 1-1+      | 2ª Q   | Xiaoyan P 1-1+       | Non qualificata      |                 |
| Feryal Abdelaziz  | +61 kg femminile | Li V 4-0             | Quirici V 3+-3       | Abbasali P 7-9       | Matoub N 0-0         | q      | Berultseva V 5-4     | Zaretska V 2-0       |                 |

### Lotta

#### Libera
| Atleta          | Evento          | Ottavi                | Quarti               | Semifinali           | Ripescaggio          | Finale / FB          | Pos.            |
| Atleta          | Evento          | Avversario Risultato  | Avversario Risultato | Avversario Risultato | Avversario Risultato | Avversario Risultato | Pos.            |
| --------------- | --------------- | --------------------- | -------------------- | -------------------- | -------------------- | -------------------- | --------------- |
| Amr Reda Hussen | 74 kg maschile  | Rybicki V 3-1 PP      | Kaisanov P 1-3 PP    | Non qualificato      | Non qualificato      | Non qualificato      | Non qualificato |
| Diaaeldin Kamal | 125 kg maschile | Petriashvili P 0-4 ST | Non qualificato      | Non qualificato      | Zhiwei P 1-3 PP      | Non qualificato      | Non qualificato |
| Enas Mostafa    | 68 kg femminile | Schell P 0-3 PO       | Non qualificata      | Non qualificata      | Non qualificata      | Non qualificata      | Non qualificata |
| Samar Amer      | 76 kg femminile | Vorob'ëva P 1-3 PP    | Non qualificata      | Non qualificata      | Non qualificata      | Non qualificata      | Non qualificata |

#### Greco-romana
| Atleta                   | Evento | Ottavi               | Quarti               | Semifinali           | Ripescaggio          | Finale               | Pos.            |
| Atleta                   | Evento | Avversario Risultato | Avversario Risultato | Avversario Risultato | Avversario Risultato | Avversario Risultato | Pos.            |
| ------------------------ | ------ | -------------------- | -------------------- | -------------------- | -------------------- | -------------------- | --------------- |
| Haithem Mahmoud          | 60 kg  | Emelin P 1-3 PP      | Non qualificato      | Non qualificato      | Non qualificato      | Non qualificato      | Non qualificato |
| Mohamed Ibrahim El-Sayed | 67 kg  | Han-su V 3-1 PP      | Aslanian V 3-1 PP    | Nasibov P 1-3 PP     | Bye                  | Surkov V 3-1 PP      |                 |
| Mohamed Metwally         | 87 kg  | Maskevič V 4-1 SP    | Grégorich V 3-0 PO   | Lőrincz P 1-3 PP     | Bye                  | Kudla P 0-5 VT       | 5º              |
| Abdellatif Mohamed       | 130 kg | Semënov P 1-3 PP     | Non qualificato      | Non qualificato      | Non qualificato      | Non qualificato      | Non qualificato |

### Nuoto
Maschile
| Atleta           | Evento              | Batterie | Batterie  | Semifinali      | Semifinali      | Finale          | Finale          |
| Atleta           | Evento              | Tempo    | Posizione | Tempo           | Posizione       | Tempo           | Posizione       |
| ---------------- | ------------------- | -------- | --------- | --------------- | --------------- | --------------- | --------------- |
| Ali Khalafalla   | 50 m stile libero   | 22"22    | 24º       | Non qualificato | Non qualificato | Non qualificato | Non qualificato |
| Ali Khalafalla   | 100 m stile libero  | 49"31    | 30º       | Non qualificato | Non qualificato | Non qualificato | Non qualificato |
| Marwan El-Kamash | 400 m stile libero  | 3'46"94  | 14º       | N.D.            | N.D.            | Non qualificato | Non qualificato |
| Marwan El-Kamash | 800 m stile libero  | 7'52"76  | 16º       | N.D.            | N.D.            | Non qualificato | Non qualificato |
| Marwan El-Kamash | 1500 m stile libero | DNS      | DNS       | N.D.            | N.D.            | Non qualificato | Non qualificato |
| Youssef Ramadan  | 100 m farfalla      | 51"67    | 14º Q     | 52"27           | 16º             | Non qualificato | Non qualificato |

Femminile
| Atleta       | Evento             | Batterie | Batterie  | Semifinali      | Semifinali      | Finale          | Finale          |
| Atleta       | Evento             | Tempo    | Posizione | Tempo           | Posizione       | Tempo           | Posizione       |
| ------------ | ------------------ | -------- | --------- | --------------- | --------------- | --------------- | --------------- |
| Farida Osman | 50 m stile libero  | 25"13    | 24ª       | Non qualificata | Non qualificata | Non qualificata | Non qualificata |
| Farida Osman | 100 m stile libero | 55"74    | 33ª       | Non qualificata | Non qualificata | Non qualificata | Non qualificata |
| Farida Osman | 100 m farfalla     | 58"69    | 20ª       | Non qualificata | Non qualificata | Non qualificata | Non qualificata |

### Nuoto artistico
| Atleta | Evento  | Qualificazioni   | Qualificazioni    | Qualificazioni | Qualificazioni | Finale            | Finale           | Finale          | Finale          |
| Atleta | Evento  | Programma libero | Programma tecnico | Punti totali   | Posizione      | Programma tecnico | Programma libero | Punti totali    | Posizione       |
| --- | ------- | ---------------- | ----------------- | -------------- | -------------- | ----------------- | ---------------- | --------------- | --------------- |
| Hanna Hiekal Laila Mohsen                                                                                    | Duo     | 78.9000          | 77.8625           | 156.7625       | 19ª            | Non qualificata   | Non qualificata  | Non qualificata | Non qualificata |
| Maryam Maghraby Shahd Samer Hanna Hiekal Laila Mohsen Nora Nabilazmy Farida Radwan Nehal Saafan Jayda Sharaf | Squadre | N.D.             | N.D.              | N.D.           | N.D.           | 77.9147           | 80.0000          | 157.9147        | 8ª              |

### Pallamano
| Squadra            | Torneo   | Girone               | Girone               | Girone               | Girone               | Girone               | Girone | Quarti               | Semifinali           | Finale               | Pos. |
| Squadra            | Torneo   | Avversario Punteggio | Avversario Punteggio | Avversario Punteggio | Avversario Punteggio | Avversario Punteggio | Pos.   | Avversario Punteggio | Avversario Punteggio | Avversario Punteggio | Pos. |
| ------------------ | -------- | -------------------- | -------------------- | -------------------- | -------------------- | -------------------- | ------ | -------------------- | -------------------- | -------------------- | ---- |
| Nazionale maschile | Maschile | Portogallo V 31-37   | Danimarca P 27-32    | Giappone V 29-33     | Svezia V 22-27       | Bahrein V 30-20      | 2ª Q   | Germania V 26-31     | Francia P 27-23      | Spagna P 31-33       | 4ª   |

### Pentathlon moderno
| Atleta         | Evento         | Scherma   | Scherma | Scherma | Nuoto   | Nuoto | Nuoto | Equitazione | Equitazione | Equitazione | Combinato (corsa e pistola) | Combinato (corsa e pistola) | Combinato (corsa e pistola) | Totale | Posizione finale |
| Atleta         | Evento         | Risultati | Pos.    | Punti   | Tempo   | Pos.  | Punti | Penalità    | Pos.        | Punti       | Tempo                       | Pos.                        | Punti                       | Totale | Posizione finale |
| -------------- | -------------- | --------- | ------- | ------- | ------- | ----- | ----- | ----------- | ----------- | ----------- | --------------------------- | --------------------------- | --------------------------- | ------ | ---------------- |
| Ahmed Hamed    | Gara maschile  | 16-19     | 21º     | 196     | 2'06"58 | 28º   | 297   | 21,00       | 19º         | 279         | 11'25"85                    | 20º                         | 615                         | 1387   | 24º              |
| Ahmed El-Gendy | Gara maschile  | 18-17     | 15º     | 209     | 1'57"13 | 5º    | 316   | 16,00       | 18º         | 284         | 10'32"47                    | 2º                          | 668                         | 1477   |                  |
| Amira Kandil   | Gara femminile | 18-17     | 21ª     | 199     | 2'15"14 | 16ª   | 280   | 50,00       | 25ª         | 250         | 13'28"34                    | 32ª                         | 492                         | 1221   | 29ª              |
| Haydy Morsy    | Gara femminile | 20-15     | 10ª     | 221     | 2'24"35 | 33ª   | 262   | 7,00        | 6ª          | 293         | 13'07"69                    | 25ª                         | 513                         | 1289   | 19ª              |

### Pugilato
| Atleta            | Evento                     | 16-esimi             | Ottavi               | Quarti               | Semifinali           | Finale               | Pos.            |
| Atleta            | Evento                     | Avversario Punteggio | Avversario Punteggio | Avversario Punteggio | Avversario Punteggio | Avversario Punteggio | Pos.            |
| ----------------- | -------------------------- | -------------------- | -------------------- | -------------------- | -------------------- | -------------------- | --------------- |
| Abdelrahman Oraby | Pesi mediomassimi maschile | Bye                  | Whittaker P 0-5      | Non qualificato      | Non qualificato      | Non qualificato      | Non qualificato |
| Yousry Hafez      | Pesi supermassimi maschile | Bye                  | Kunkabayev P 0-5     | Non qualificato      | Non qualificato      | Non qualificato      | Non qualificato |

### Scherma
Maschile
| Atleta                                                             | Evento               | 32-esimi             | 16-esimi             | Ottavi               | Quarti                | Semifinali           | Finale / FB                       | Pos.            |
| Atleta                                                             | Evento               | Avversario Punteggio | Avversario Punteggio | Avversario Punteggio | Avversario Punteggio  | Avversario Punteggio | Avversario Punteggio              | Pos.            |
| ------------------------------------------------------------------ | -------------------- | -------------------- | -------------------- | -------------------- | --------------------- | -------------------- | --------------------------------- | --------------- |
| Mohamed El-Sayed                                                   | Spada individuale    | Bye                  | Borel V 15-11        | Minghao V 15-9       | Rejzlin P 13-15       | Non qualificato      | Non qualificato                   | Non qualificato |
| Alaaeldin Abouelkassem                                             | Fioretto individuale | Bye                  | Kleibrink V 15-11    | Myl'nikov V 15-12    | Shikine P 13-15       | Non qualificato      | Non qualificato                   | Non qualificato |
| Mohamed Hamza                                                      | Fioretto individuale | Bye                  | Mepstead V 15-13     | Cassarà V 15-13      | Choupenitch P 9-15    | Non qualificato      | Non qualificato                   | Non qualificato |
| Mohamed Hassan                                                     | Fioretto individuale | Bye                  | Garozzo P 6-15       | Non qualificato      | Non qualificato       | Non qualificato      | Non qualificato                   | Non qualificato |
| Alaaeldin Abouelkassem Mohamed Hamza Mohamed Desouky Youssef Sanaa | Fioretto a squadre   | N.D.                 | N.D.                 | Bye                  | Francia P 34-45       | Italia P 34-45       | Finale 7º posto Hong Kong P 21-45 | 8ª              |
| Mohamed Amer                                                       | Sciabola individuale | Bye                  | Homer V 15-11        | Sang-uk P 9-15       | Non qualificato       | Non qualificato      | Non qualificato                   | Non qualificato |
| Ziad El-Sissy                                                      | Sciabola individuale | Bye                  | Rešetnikov V 15-13   | Bazadze P 12-15      | Non qualificato       | Non qualificato      | Non qualificato                   | Non qualificato |
| Mohab Samer                                                        | Sciabola individuale | Bye                  | Bazadze P 10-15      | Non qualificato      | Non qualificato       | Non qualificato      | Non qualificato                   | Non qualificato |
| Mohamed Amer Ziad El-Sissy Mohab Samer Medhat Moataz               | Sciabola a squadre   | N.D.                 | N.D.                 | Giappone V 45-32     | Corea del Sud P 39-45 | ROC V 45-41          | Finale 5º posto Iran V 45-41      | 5ª              |

Femminile
| Atleta                                                     | Evento               | 32-esimi             | 16-esimi             | Ottavi               | Quarti               | Semifinali           | Finale / FB                      | Pos.            |
| Atleta                                                     | Evento               | Avversario Punteggio | Avversario Punteggio | Avversario Punteggio | Avversario Punteggio | Avversario Punteggio | Avversario Punteggio             | Pos.            |
| ---------------------------------------------------------- | -------------------- | -------------------- | -------------------- | -------------------- | -------------------- | -------------------- | -------------------------------- | --------------- |
| Yara El-Sharkawy                                           | Fioretto individuale | Bye                  | Errigo P 2-15        | Non qualificato      | Non qualificato      | Non qualificato      | Non qualificato                  | Non qualificato |
| Noha Hany                                                  | Fioretto individuale | Bye                  | Qingyuan P 6-15      | Non qualificato      | Non qualificato      | Non qualificato      | Non qualificato                  | Non qualificato |
| Noura Mohamed                                              | Fioretto individuale | Bye                  | Ueno P 5-15          | Non qualificato      | Non qualificato      | Non qualificato      | Non qualificato                  | Non qualificato |
| Yara El-Sharkawy Noha Hany Noura Mohamed Mariam El-Zoheiry | Fioretto a squadre   | N.D.                 | N.D.                 | N.D.                 | ROC P 21-45          | Giappone P 27-45     | Finale 7º posto Ungheria P 28-45 | 8ª              |
| Nada Hafez                                                 | Sciabola individuale | Bye                  | Ji-yeon P 4-15       | Non qualificato      | Non qualificato      | Non qualificato      | Non qualificato                  | Non qualificato |

### Taekwondo
| Atleta           | Evento          | Qualificazioni       | Ottavi               | Quarti               | Semifinali           | Ripescaggio          | Finale / FB          | Pos.            |
| Atleta           | Evento          | Avversario Punteggio | Avversario Punteggio | Avversario Punteggio | Avversario Punteggio | Avversario Punteggio | Avversario Punteggio | Pos.            |
| ---------------- | --------------- | -------------------- | -------------------- | -------------------- | -------------------- | -------------------- | -------------------- | --------------- |
| Abdelrahman Wael | 68 kg maschile  | Bye                  | Pérez V 22–20        | Husić P 7–8          | Non qualificato      | Non qualificato      | Non qualificato      | Non qualificato |
| Seif Eissa       | 80 kg maschile  | N.D.                 | Marton V 12–1        | Alessio V 6–5        | Chramcov P 1–13      | Bye                  | Ordemann V 12–4      |                 |
| Nour Abdelsalam  | 49 kg femminile | Bye                  | Yıldırım P 20–21     | Non qualificato      | Non qualificato      | Non qualificato      | Non qualificato      | Non qualificato |
| Hedaya Malak     | 67 kg femminile | N.D.                 | Wiet-Hénin V 11–10   | Williams P 12–13     | Non qualificato      | Paseka V 19–0        | McPherson V 17–6     |                 |

### Tennis
| Atleta         | Evento              | 32-esimi                 | 16-esimi             | Ottavi               | Quarti               | Semifinali           | Finale               | Pos.            |
| Atleta         | Evento              | Avversario Punteggio     | Avversario Punteggio | Avversario Punteggio | Avversario Punteggio | Avversario Punteggio | Avversario Punteggio | Pos.            |
| -------------- | ------------------- | ------------------------ | -------------------- | -------------------- | -------------------- | -------------------- | -------------------- | --------------- |
| Mohamed Safwat | Singolare maschile  | Galán P 5–7, 1–6         | Non qualificato      | Non qualificato      | Non qualificato      | Non qualificato      | Non qualificato      | Non qualificato |
| Mayar Sherif   | Singolare femminile | Peterson P 5–7, 6–7(1–7) | Non qualificata      | Non qualificata      | Non qualificata      | Non qualificata      | Non qualificata      | Non qualificata |

### Tennistavolo
| Atleta                                           | Evento            | Preliminari          | Round 1              | Round 2              | Round 3              | Ottavi               | Quarti               | Semifinali           | Finale               | Pos.            |
| Atleta                                           | Evento            | Avversario Punteggio | Avversario Punteggio | Avversario Punteggio | Avversario Punteggio | Avversario Punteggio | Avversario Punteggio | Avversario Punteggio | Avversario Punteggio | Pos.            |
| ------------------------------------------------ | ----------------- | -------------------- | -------------------- | -------------------- | -------------------- | -------------------- | -------------------- | -------------------- | -------------------- | --------------- |
| Omar Assar                                       | Singolo maschile  | Bye                  | Bye                  | Lei V 4–3            | Falck V 4–3          | Chih-yuan V 4–3      | Long P 1–4           | Non qualificato      | Non qualificato      | Non qualificato |
| Ahmed Saleh                                      | Singolo maschile  | Bye                  | Bye                  | Gionis P 1–4         | Non qualificato      | Non qualificato      | Non qualificato      | Non qualificato      | Non qualificato      | Non qualificato |
| Yousra Abdel Razek                               | Singolo femminile | Bye                  | Yuan P 0–4           | Non qualificata      | Non qualificata      | Non qualificata      | Non qualificata      | Non qualificata      | Non qualificata      | Non qualificata |
| Dina Meshref                                     | Singolo femminile | Bye                  | Bye                  | Partyka V 4–2        | Eerland P 3–4        | Non qualificata      | Non qualificata      | Non qualificata      | Non qualificata      | Non qualificata |
| Khalid Assar Omar Assar Ahmed Saleh              | Squadre maschile  | N.D.                 | N.D.                 | N.D.                 | N.D.                 | Cina P 0–3           | Non qualificata      | Non qualificata      | Non qualificata      | Non qualificata |
| Farah Abdel-Aziz Yousra Abdel Razek Dina Meshref | Squadre femminile | N.D.                 | N.D.                 | N.D.                 | N.D.                 | Romania P 0–3        | Non qualificata      | Non qualificata      | Non qualificata      | Non qualificata |

### Tiro a segno/volo
Maschile
| Atleta             | Evento                       | Qualificazione | Qualificazione | Finale          | Finale          |
| Atleta             | Evento                       | Punteggio      | Classifica     | Punteggio       | Classifica      |
| ------------------ | ---------------------------- | -------------- | -------------- | --------------- | --------------- |
| Osama El-Saeid     | Carabina 10 m aria compressa | 618,8          | 42º            | Non qualificato | Non qualificato |
| Youssef Makkar     | Carabina 10 m aria compressa | 612,0          | 45º            | Non qualificato | Non qualificato |
| Osama El-Saeid     | Carabina 50 m 3 posizioni    | 1139           | 38º            | Non qualificato | Non qualificato |
| Samy Abdel Razek   | Pistola 10 m aria compressa  | 567            | 31º            | Non qualificato | Non qualificato |
| Ahmed Zaher        | Trap                         | 120            | 19º            | Non qualificato | Non qualificato |
| Abdel-Aziz Mehelba | Trap                         | 121            | 16º            | Non qualificato | Non qualificato |
| Mostafa Hamdy      | Skeet                        | 112            | 19º            | Non qualificata | Non qualificata |
| Azmy Mehelba       | Skeet                        | 120            | 29º            | Non qualificato | Non qualificato |

Femminile
| Atleta            | Evento                       | Qualificazione | Qualificazione | Finale          | Finale          |
| Atleta            | Evento                       | Punteggio      | Classifica     | Punteggio       | Classifica      |
| ----------------- | ---------------------------- | -------------- | -------------- | --------------- | --------------- |
| Alzahraa Shaban   | Carabina 10 m aria compressa | 620,0          | 38ª            | Non qualificata | Non qualificata |
| Alzahraa Shaban   | Carabina 50 m 3 posizioni    | 1138-36x       | 35ª            | Non qualificata | Non qualificata |
| Radwa Abdel Latif | Pistola 10 m aria compressa  | 560            | 40ª            | Non qualificata | Non qualificata |
| Hala El-Gohari    | Pistola 10 m aria compressa  | 560            | 41ª            | Non qualificata | Non qualificata |
| Maggy Ashmawy     | Trap                         | 113            | 22ª            | Non qualificata | Non qualificata |

Misto
| Atleta                             | Evento                                | Qualificazione 1 | Qualificazione 1 | Qualificazione 2 | Qualificazione 2 | Finale / FB          | Finale / FB     |
| Atleta                             | Evento                                | Punteggio        | Classifica       | Punteggio        | Classifica       | Avversario Punteggio | Pos.            |
| ---------------------------------- | ------------------------------------- | ---------------- | ---------------- | ---------------- | ---------------- | -------------------- | --------------- |
| Osama El-Saeid Alzahraa Shaban     | Carabina 10 m ariacompressa a squadre | 617,5            | 28ª              | Non qualificata  | Non qualificata  | Non qualificata      | Non qualificata |
| Samy Abdel Razek Radwa Abdel Latif | Pistola 10 m ariacompressa a squadre  | 563              | 18ª              | Non qualificata  | Non qualificata  | Non qualificata      | Non qualificata |
| Abdel-Aziz Mehelba Maggy Ashmawy   | Trap a squadre                        | 138              | 15ª              | N.D.             | N.D.             | Non qualificata      | Non qualificata |

### Tiro con l'arco
| Atleta                  | Evento                | Classificazione | Classificazione | 32-esimi             | 16-esimi             | Ottavi               | Quarti               | Semifinali           | Finale / FB          | Pos.            |
| Atleta                  | Evento                | Punteggio       | Pos.            | Avversario Punteggio | Avversario Punteggio | Avversario Punteggio | Avversario Punteggio | Avversario Punteggio | Avversario Punteggio | Pos.            |
| ----------------------- | --------------------- | --------------- | --------------- | -------------------- | -------------------- | -------------------- | -------------------- | -------------------- | -------------------- | --------------- |
| Youssof Tolba           | Individuale maschile  | 645             | 56º             | Gankin P 4–6         | Non qualificato      | Non qualificato      | Non qualificato      | Non qualificato      | Non qualificato      | Non qualificato |
| Amal Adam               | Individuale femminile | 570             | 63ª             | Min-hee P 0–6        | Non qualificata      | Non qualificata      | Non qualificata      | Non qualificata      | Non qualificata      | Non qualificata |
| Youssof Tolba Amal Adam | Squadra mista         | 1215            | 29ª             | N.D.                 | N.D.                 | Non qualificata      | Non qualificata      | Non qualificata      | Non qualificata      | Non qualificata |

### Tuffi
| Atleta         | Evento                     | Preliminari | Preliminari | Semifinale      | Semifinale      | Finale          | Finale          |
| Atleta         | Evento                     | Punti       | Classifica  | Punti           | Classifica      | Punti           | Classifica      |
| -------------- | -------------------------- | ----------- | ----------- | --------------- | --------------- | --------------- | --------------- |
| Mohab El-Kordy | Trampolino 3 m maschile    | 422,75      | 12º Q       | 408,85          | 11º Q           | 393,15          | 11º             |
| Mohab El-Kordy | Piattaforma 10 m maschile  | 318,55      | 23º         | Non qualificato | Non qualificato | Non qualificato | Non qualificato |
| Maha Gouda     | Piattaforma 10 m femminile | 275,30      | 20ª         | Non qualificata | Non qualificata | Non qualificata | Non qualificata |

### Triathlon
| Atleta              | Evento                | Nuoto  | T1    | Ciclismo | T2      | Corsa   | Totale  | Classifica |
| ------------------- | --------------------- | ------ | ----- | -------- | ------- | ------- | ------- | ---------- |
| Basmla El-Salamoney | Individuale femminile | 20'41" | 0'50" | Lappata  | Lappata | Lappata | Lappata | Lappata    |

### Vela
| Atleta         | Evento                 | Regata | Regata | Regata | Regata | Regata | Regata | Regata | Regata | Regata | Regata | Regata | Punteggio Totale | Punteggio Netto | Classifica |
| Atleta         | Evento                 | 1      | 2      | 3      | 4      | 5      | 6      | 7      | 8      | 9      | 10     | M      | Punteggio Totale | Punteggio Netto | Classifica |
| -------------- | ---------------------- | ------ | ------ | ------ | ------ | ------ | ------ | ------ | ------ | ------ | ------ | ------ | ---------------- | --------------- | ---------- |
| Aly Badawy     | Laser maschile         | 32     | 33     | 31     | 34     | 33     | 30     | 31     | 33     | 33     | 27     | EL     | 317              | 283             | 34º        |
| Khouloud Mansy | Laser Radial femminile | 36     | 39     | 43     | 42     | 43     | 36     | 45 BFD | 40     | 36     | 32     | EL     | 392              | 347             | 41ª        |